# Парняков, Серафим Платонович
Серафим Платонович Парняков (1 [14] января 1913, дер. Афурино, Вологодская губерния — 9 марта 1987, Киев) — советский учёный и конструктор в области приборостроения, доктор технических наук (1968), Герой Социалистического Труда (1969), лауреат Государственной премии СССР (1970).

## Биография и трудовая деятельность
После окончания в 1937 году Ленинградского института точной механики и оптики работал на предприятиях приборостроительной промышленности.
- 1937—1938 г. — заместитель начальника цеха Красногорского оптико-механического завода
- 1938—1941 г. — заместитель главного технолога Изюмского оптико-механического завода в Харьковской области.
- 1941 г. вместе с заводом был эвакуирован в г. Томск Новосибирской области.
- 1943—1946 г. — заместитель начальника цеха Загорского оптико-механического завода в Московской области.
- 1946—1956 г. — начальник центральной заводской лаборатории завода «Арсенал» (г. Киев).
- 1956—1987 г. — главный конструктор Центрального конструкторского бюро завода «Арсенал» (г. Киев).

Умер в 1987 г. в Киеве и похоронен на Байковом кладбище.

## Научная деятельность
С. П. Парняков занимался научными исследованиями в области оптической техники, высокоточными системами угловых измерений, автономного определения азимутальных направлений.
Был главным конструктором по разработке систем прицеливания баллистических оперативно-тактических («Скад-А»,-В,-С, «Темп», «Темп-С», «Точка», «Точка-У», «Ока-У») и стратегических боевых ракетных комплексов стационарного (наземного — Р-7А, Р-9А, Р-12, Р-14, Р-16 и шахтного Р-9А, Р-12У, Р-14У, Р-16У, Р-36, Р-36П, УР-100, УР-100К, УР-100Н, УР-100НУ, МР УР-100, Р-36М, Р-36МУ, Р-36М2), мобильного (грунтового — РТ-20П, Темп-2С, «Пионер», «Пионер-3», Тополь и железнодорожного — РТ-23 УТТХ) и морского (Р-11ФМ, Р-13, Р-21, Р-27, Р-27У, Р-27К, Р-29, Р-29Р, Р-31, Р-39, Р-29РМ с различными их модификациями) базирования.
С. Парняков был также главным конструктором систем прицеливания крылатых ракет, запускаемых с подводных и надводных кораблей ВМФ (П-5, П-5Д, П-6, П-7, П-35, «Метеорит-М», «П-700 Гранит», «Оникс»), а также систем прицеливания ракет-носителей космических аппаратов («Восток», «Восход», «Союз», «Космос», «Космос-2», «Космос-3», «Интеркосмос», «Циклон», «Циклон-2», «Циклон-3», «Протон», «Протон-К», «Зенит», «Энергия-Буран»).
Участвовал в качестве главного конструктора в разработке бортовых оптико-электронных приборов ориентации искусственных спутников Земли.
Автор 76 изобретений, многих научных и научно-технических публикаций.

## Награды
- Герой Социалистического Труда (1969),
- лауреат Государственной премии СССР (1970).
- Орден Ленина (дважды в 1961 и 1969),
- орден Трудового Красного Знамени (дважды в 1957 и 1964),
- орден Октябрьской Революции (1976),
- орден «Знак Почета» (1959),
- многие медали СССР,
- золотая медаль им. С. П. Королёва АН СССР (1970) «За выдающиеся заслуги в области ракетно-космической техники»,
- медаль им. М. К. Янгеля (1981), Федераций космонавтики СССР и Украины.

## Память
- В Киеве, на здании ЦКБ «Арсенал» по улице Московская, 8, Серафиму Парнякову установлена мемориальная доска.